# Dänikon
Dänikon es una comuna suiza del cantón de Zúrich, situada en el distrito de Dielsdorf. Limita al norte con la comuna de Otelfingen, al noreste con Buchs, al este con Dällikon, al sur con Oetwil an der Limmat, y al oeste con Hüttikon.